# بيت عمار (بني مطر)

تعديل مصدري - تعديل

بيت عمار هي إحدى قرى عزلة بني قيس بمديرية بني مطر التابعة لمحافظة صنعاء، بلغ تعداد سكانها 128 نسمة حسب تعداد اليمن لعام 2004.